# Chengdong (köping i Kina, Guangxi, lat 23,17, long 108,28)
Chengdong (kinesiska: 城东镇, 城东) är en köping i Kina. Den ligger i den autonoma regionen Guangxi, i den södra delen av landet, omkring 39 kilometer norr om regionhuvudstaden Nanning. Antalet invånare är 17707. Befolkningen består av 8 762 kvinnor och 8 945 män. Barn under 15 år utgör 17,0 %, vuxna 15-64 år 74 %, och äldre över 65 år 8,0 %.
Genomsnittlig årsnederbörd är 1 671 millimeter. Den regnigaste månaden är augusti, med i genomsnitt 281 mm nederbörd, och den torraste är februari, med 32 mm nederbörd.